# Joshua Lanier Martin
Joshua Lanier Martin (Contea di Blount, 5 dicembre 1799 – Tuscaloosa, 2 novembre 1856) è stato un politico statunitense, fu il 12º governatore dell'Alabama dal 1845 al 1847. 
Si presentò da indipendente alle elezioni per la carica a governatore, in contrasto con repubblicani ma anche con quello che era stato il suo partito, ossia il Partito Democratico, per gli appoggi che continuava a dare alla banca centrale dello Stato. Riuscì a farsi eleggere e durante il suo mandato sciolse la banca statale dell'Alabama. Spostò poi la capitale da Tuscaloosa alla sua attuale posizione, Montgomery.